# دوري المناصير الأردني للمحترفين 2011–12
الدوري الأردني 13–2012 كان الموسم
الحادي والستون من الدرجة العليا لكرة القدم في الأردن وقد بدأ يوم 21 أغسطس 2012. نهاية الموسم كانت في شهر أبريل 2013، وفي الموسم الماضي حقق الفيصلي لقب البطولة.